# Vernassonne
La Vernassonne (ou Bergnassonne dans son cours supérieur) est une rivière du Sud de la France, dans les départements de l'Aude et du Tarn, dans la région Occitanie, et un affluent gauche du Lampy, donc un sous-affluent de l'Aude par le Fresquel.

## Géographie
De 22,5 km de longueur, la Vernassone prend source sur la commune d'Arfons dans le département du Tarn, au sud des Plo de las Ginestes et à l'est du parc éolien d'Arçons-Sor, entre les lieux dits Plo de Millet et terrier haut, à 800 m d'altitude, dans la forêt de Ramondens, elle-même dans la forêt domaniale de la Montagne Noire. Le cours d'eau s'appelle aussi dans cette partie haute le ruisseau de Bergnassonne.
Puis la Vernassonne coule globalement du nord vers le sud, dans le département de l'Aude. Elle croise la rigole de la montagne, à la limite des deux départements Aude et Tarn et anciennes régions Midi-Pyrénées et Languedoc-Roussillon.
Elle conflue dans le Lampy, en rive gauche, au nord-est de la commune d'Alzonne, à 118 m d'altitude.
Il faut remarquer qu'un défluent le "ruisseau Carrière de Madame" prenant origine 1,3 km avant la confluence, va confluer directement dans le Fresquel.

### Communes et cantons traversés

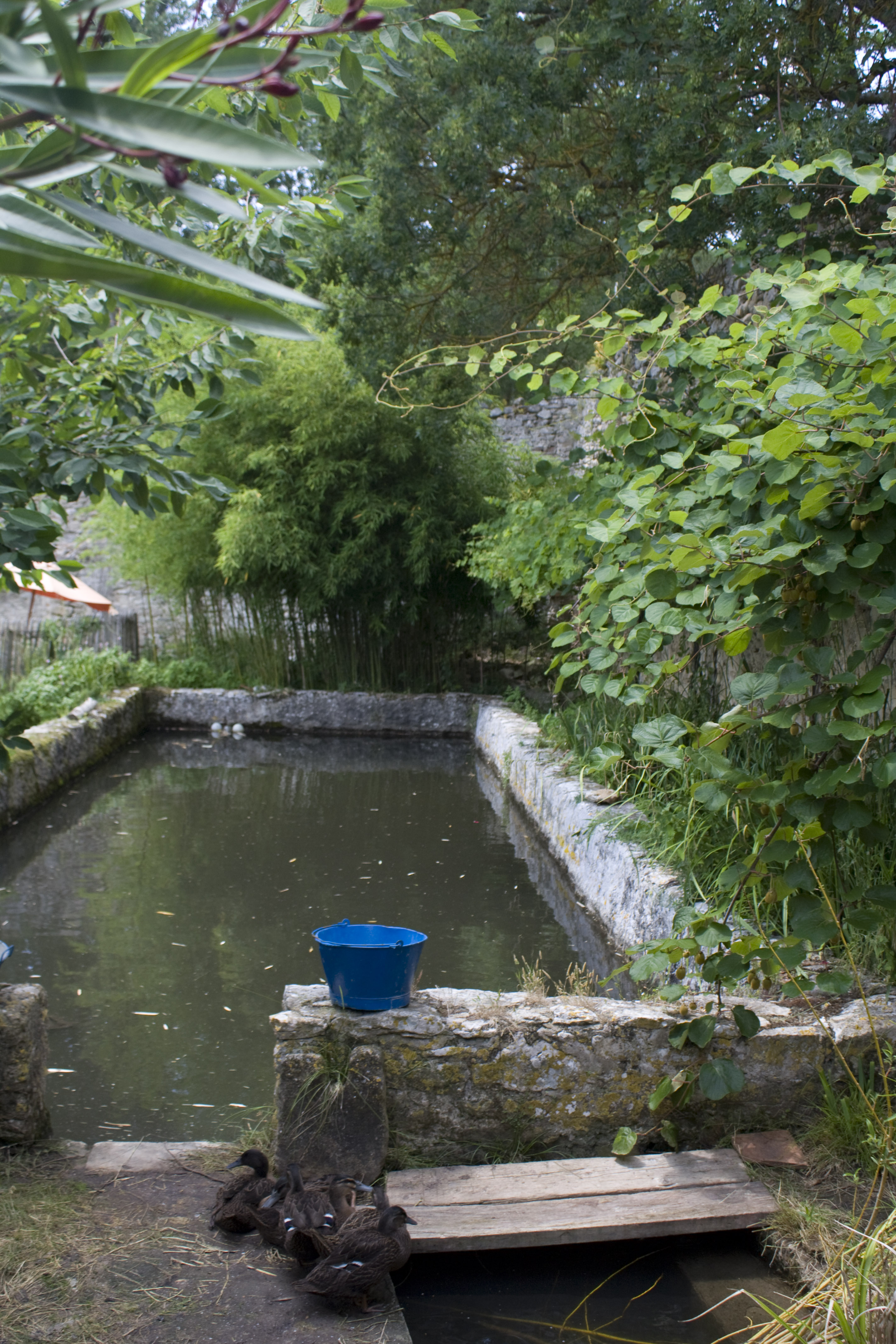
Vivier de l'Abbaye Sainte-Marie de Villelongue à Saint-Martin-le-Vieil sur la Vernasonne.

Dans les deux départements de l'Aude et du Tarn, la Vernassonne traverse les quatre communes suivantes, de l'amont vers l'aval, d'Arfons (source), Saissac, Saint-Martin-le-Vieil, Alzonne (confluence).
Soit en termes de cantons, la Vernassonne prend sourse dans le canton de La Montagne noire, conflue dans le Canton de la Malpère-à-la-Montagne-Noire, le tout dans les deux arrondissement de Castres et arrondissement de Carcassonne.

### Bassin collecteur
La Vernassonne traverse une seule zone hydrographique 'Le Lampy' (Y134) de 156 km2 de superficie. Ce bassin versant est constitué à 58,57 % de « territoires agricoles », à 40,46 % de « forêts et milieux semi-naturels », à 0,81 % de « territoires artificialisés », à 0.21 % de « surfaces en eau ».

### Organisme gestionnaire
Un SAGE est en cours d'élaboration pour tout le bassin versant du Fresquel, divisé en cinq ou six bassins : Rougeanne-Dure, Tenten-Lampy-Vernassonne, Fresquel Amont, Fresquel médian, Fresquel aval et Treboul-Preuille-Rebenty.

## Affluents
La Vernassonne a trois affluents référencés :
- La Vernassonnelle, rg, 2,8 km sur les deux communes de Montolieu (source) et Saissac (confluence).
- le ruisseau du Rossignol, rg, 2,3 km sur la seule commune de Saint-Martin-le-Vieil.
- le ruisseau du Trapadous, rg, 1,5 km sur les deux communes de Saint-Martin-le-Vieil (source), Alzonne (confluence).

Son rang de Strahler est donc de deux.

## Aménagements et écologie
La Vernassonne fait l'objet d'une ZNIEFF de type I intitulée Cours amont de la Vernassonne, pour 4 km de cours d'eau et une superficie de 30 hectares.

## Tourisme
Sur le territoire de la commune de Saint-Martin-le-Viel se trouve une abbaye cistercienne, l'abbaye Sainte-Marie de Villelongue, classée au titre des monuments historiques en 1916.